# Пограбування Кульєри (1550)
Пограбування Кульєри — пограбування приморського містечка Кульєра в Іспанії флотилією османського адмірала Тургут-реїса, що згідно із записом, зробленим письменником XVI століття Пере Хуаном Поркаром відбулося  20 травня 1550 року, тоді як інші джерела наводять дату 15 травня 1550 р.

## Передумови
Після смерті Хайр ад-Діна Барбаросси в липні 1546 року, на посаду командувача османських морських сил у Середземномор'ї було призначено старого товариша Барбаросси, османського адмірала Тургут-реїса (більш знаного в Європейських країнах як Драгут). На чолі свого флоту Тургут-реїс здійснював агресивні рейди по Середземному морю і напади на габзбурзькі та генуезькі володіння. У 1548 році Сулейман Пишний призначив Тургут-реїса на посаду бейлербея (губернатора) Алжиру.
У лютому 1550 року, на чолі флотилії з 36 галер Тургут-реїс захопив Махдію, Монастір, Сус і взяв під контроль значну частину узбережжя союзної Габсбургам Іфрикії. В травні 1550 року Тургут на чолі флотилії з 6 галер і 14 галіотів вирушив в рейд для нападів порти Сардинії і атакував Іспанського узбережжя.

## Історія
11 травня 1550 року ескадра Тургут-реїса відпливла з Арцео, поблизу Ора на Піренейському півострові, атакувала  Бенальмадену, Беніссу та Сан-Хоан д'Алакант, а згодом була помічена біля мису Капо-де-Гата з наміром атакувати Картахену, але захоплення корсарських шпигунів за кілька днів до цього порушило їх плани і флот попрямував вздовж іспанського узбережжя далі на північ, атакуючи Бенісу та Сан-Джоан-д'Алакант.
20 травня (за іншими джерелами 15 травня 1550 р) Тургут-реїс напав на Кульєру вночі з 300 чоловіками. Тургут-реїс розграбував місто, забрав у людей добро і забрав майже всіх жителів міста в рабство. Він тримав полонених у печері перед тим, як відвезти їх на невільничий ринок в Алжирі. У цій самій печері зараз є статуя Тургут-реїса та музей на честь його нападу. 
Після нападу на Кульєру він попрямував на Майорку, де пограбував Полленсу, убивши або захопивши в полон 130 людей. Потім він напав на Бареніса на Сардинії, де зруйнував замок, підпалив посіви та взяв багато полонених.